# Projekt 56
Projekt 56 (v kódu NATO třída Kotlin) byla třída torpédoborců sovětského námořnictva z doby studené války. V letech 1953–1959 bylo postaveno 27 jednotek této třídy. Během služby jich bylo devět přestavěno na raketové torpédoborce, nesoucí označení Projekt 56A. Vyřazeny byly v letech 1986–1993. Jediným zahraničním uživatelem třídy bylo Polsko. Byla to první třída koncepčně nových sovětských torpédoborců, které nevycházely z italských vzorů z poloviny 30. let. Zároveň to byly poslední sovětské torpédoborce s výhradně dělostřeleckou výzbrojí. Na jejich základě byla v letech 1971–1991 stavěna čínská třída torpédoborců typu 051 (Luda).

## Stavba
Stavba této třídy byla zahájena roku 1953 a probíhala až do roku 1957. Z původně poptávaných 36 kusů bylo postaveno celkem 27 jednotek. Čtyři rozestavěná plavidla byla dokončena ve vylepšené verzi Projekt 56M / třída Kildin a ostatní ani nebyly rozestavěny.
Jednotky projektu 56:
| Jméno                                      | Založení kýlu | Spuštěna           | Vstup do služby    | Status |
| ------------------------------------------ | ------------- | ------------------ | ------------------ | --- |
| Spokojnyj                                  | 1953          | 28. listopadu 1953 | 27. června 1956    | Vyřazen 1990. |
| Světlivyj                                  | 1953          | 27. října 1953     | 17. září 1955      | Vyřazen 1989. |
| Spěšnyj                                    | 1953          | 7. srpna 1954      | 30. září 1955      | Vyřazen 1989. |
| Skromnyj                                   | 1953          | 26. října 1954     | 30. prosince 1955  | Přestavěn na verzi Projekt 56A, vyřazen 1989.                                                                                |
| Svěduščij                                  | 1953          | 17. února 1955     | 31- ledna 1956     | Vyřazen 1992. |
| Moskovskij Komsomolec (ex Smyšlenyj)       | 1954          | 24. května 1955    | 28. června 1956    | Vyřazen 1986. |
| Skrytnyj                                   | 1954          | 27. září 1955      | 30. září 1956      | Přestavěn na verzi Projekt 56A, vyřazen 1989.                                                                                |
| Soznatělnyj                                | 1954          | 15. ledna 1956     | 31. října 1956     | Přestavěn na verzi Projekt 56A, vyřazen 1988.                                                                                |
| Spravedlivyj                               | 1954          | 12. dubna 1954     | 20. prosince 1956  | Přestavěn na verzi Projekt 56A. Roku 1970 předán Polsku, polské námořnictvo jej provozovalo jako ORP Warszawa, vyřazen 1986. |
| Něsokrušivyj                               | 1955          | 20. července 1956  | 30. června 1957    | Přestavěn na verzi Projekt 56A, vyřazen 1987.                                                                                |
| Nachodčivyj                                | 1955          | 30. října 1956     | 18. září 1957      | Přestavěn na verzi Projekt 56A, vyřazen 1989.                                                                                |
| Nastojčivyj                                | 1956          | 23. dubna 1957     | 30. listopadu 1957 | Přestavěn na verzi Projekt 56A, vyřazen 1989.                                                                                |
| Vlestjaščij                                | 1953          | 27. listopadu 1953 | 30. září 1955      | Vyřazen 1989. |
| Byvalyj                                    | 1953          | 31. března 1954    | 21. prosince 1955  | Vyřazen 1988. |
| Běsslednyj                                 | 1954          | 5. listopadu 1955  | 31. října 1956     | Vyřazen 1988. |
| Burlivyj                                   | 1954          | 28. ledna 1956     | 28. prosince 1956  | Vyřazen 1989. |
| Blagorodnyj                                | 1955          | 30. srpna 1956     | 18. července 1957  | Vyřazen 1989. |
| Plamennyj                                  | 1955          | 26. října 1956     | 31. srpna 1957     | Vyřazen 1991. |
| Naporystij                                 | 1955          | 30. prosince 1956  | 31. října 1957     | Vyřazen 1987. |
| Vyzyvajuščij                               | 1953          | 20. května 1955    | 31. března 1956    | Vyřazen 1989. |
| Věskij                                     | 1954          | 31. července 1955  | 30. března 1956    | Vyřazen 1987. |
| Vdochnověnnyj                              | 1954          | 7. května 1956     | 31. října 1956     | Vyřazen 1987. |
| Vozmuščennyj                               | 1954          | 8. července 1956   | 31. prosince 1956  | Vyřazen 1987. |
| Vozbužděnnyj                               | 1955          | 10. května 1957    | 31. října 1957     | Přestavěn na verzi Projekt 56A, vyřazen 1989.                                                                                |
| Vlijatělnyj                                | 1955          | 10. května 1957    | 6. listopadu 1957  | Vyřazen 1988. |
| Dalněvostočnyj Komsomolec (ex Vyděržannyj) | 1956          | 24. června 1957    | 10. prosince 1957  | Vyřazen 1992. |
| Bravyj                                     | 1953          | 28. února 1955     | 9. ledna 1956      | Roku 1962 přestavěn na prototyp verze Projekt 56A, vyřazen 1987.                                                             |

## Konstrukce

### Projekt 56

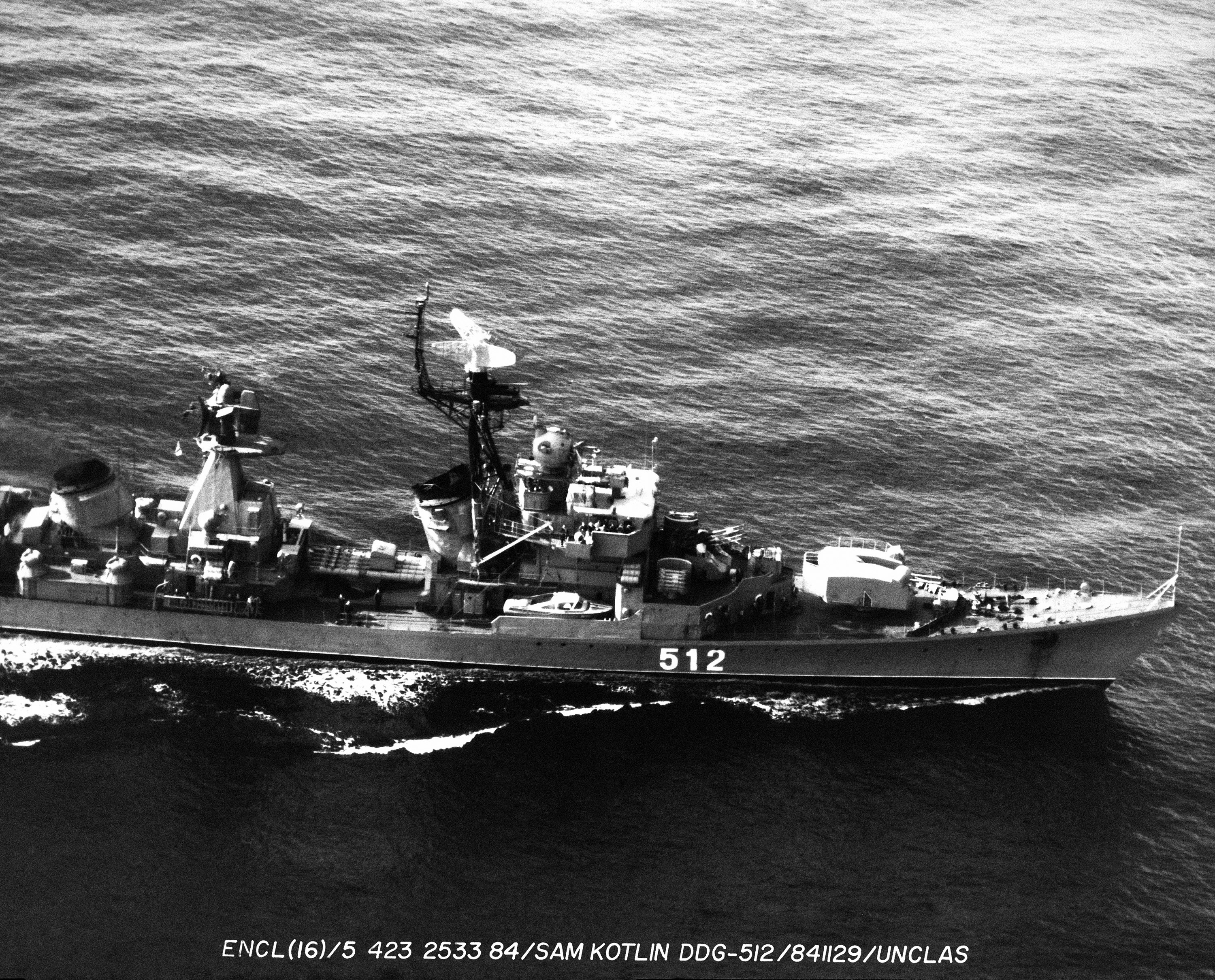
Modernizovaný torpédoborec Soznatělnyj. Po stranách zadního komína jsou vidět nové 30mm kanóny AK-230

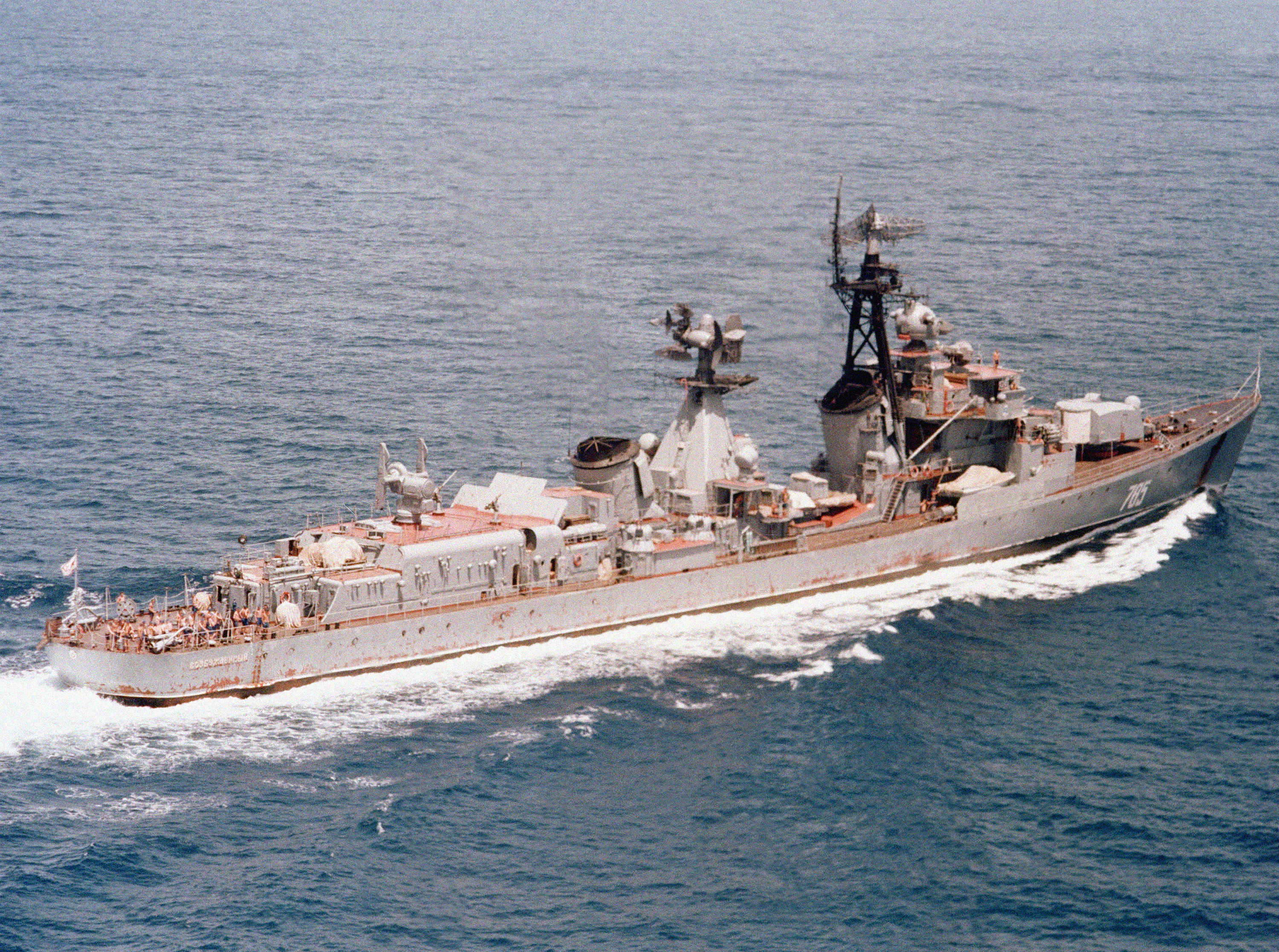
Torpédoborec Vozbužděnnyj modernizovaný na standard Projekt 56A

Hlavňovou výzbroj tvořily čtyři 130mm kanóny ve dvou dvoudělových věžích, které doplňovaly čtyři čtyřčata ráže 45 mm. K napadání hladinových lodí sloužily dva pětihlavňové 533mm torpédomety. K ničení ponorek sloužilo šest vrhačů a dvě skluzavky hlubinných pum. Dále mohly nést 36–50 min. Pohonný systém tvořily dvě parní turbíny TV-8 a čtyři kotle KV-76. Nejvyšší rychlost dosahovala 38 uzlů. Dosah byl 3090 námořních mil při rychlosti 18 uzlů.

### Projekt 56A
Během služby byly jednotlivé lodě různě modifikovány (část například dostala protiletadlové systémy AK-230, anebo vrhače raketových hlubinných pum RBU-2500 či RBU-6000). Nejrozsáhlejši úprava proběhla u devíti jednotek přestavěných na verzi Projekt 56A. Demontovány byly zadní věž se 130mm kanóny, zadní torpédomet a tři postavení 45mm kanónů (pouze Bravyj přišel jen o jedno). Na jejich místě vznikla nástavba pro jedno dvojité vypouštěcí zařízení protiletadlových střel M-1 Volna (v kódu NATO SA-N-1) se zásobou 16 kusů. Rychlost klesla na 35,5 uzlu a dosah na 3000 námořních mil při rychlosti 18 uzlů.